# Paulinus von Trier

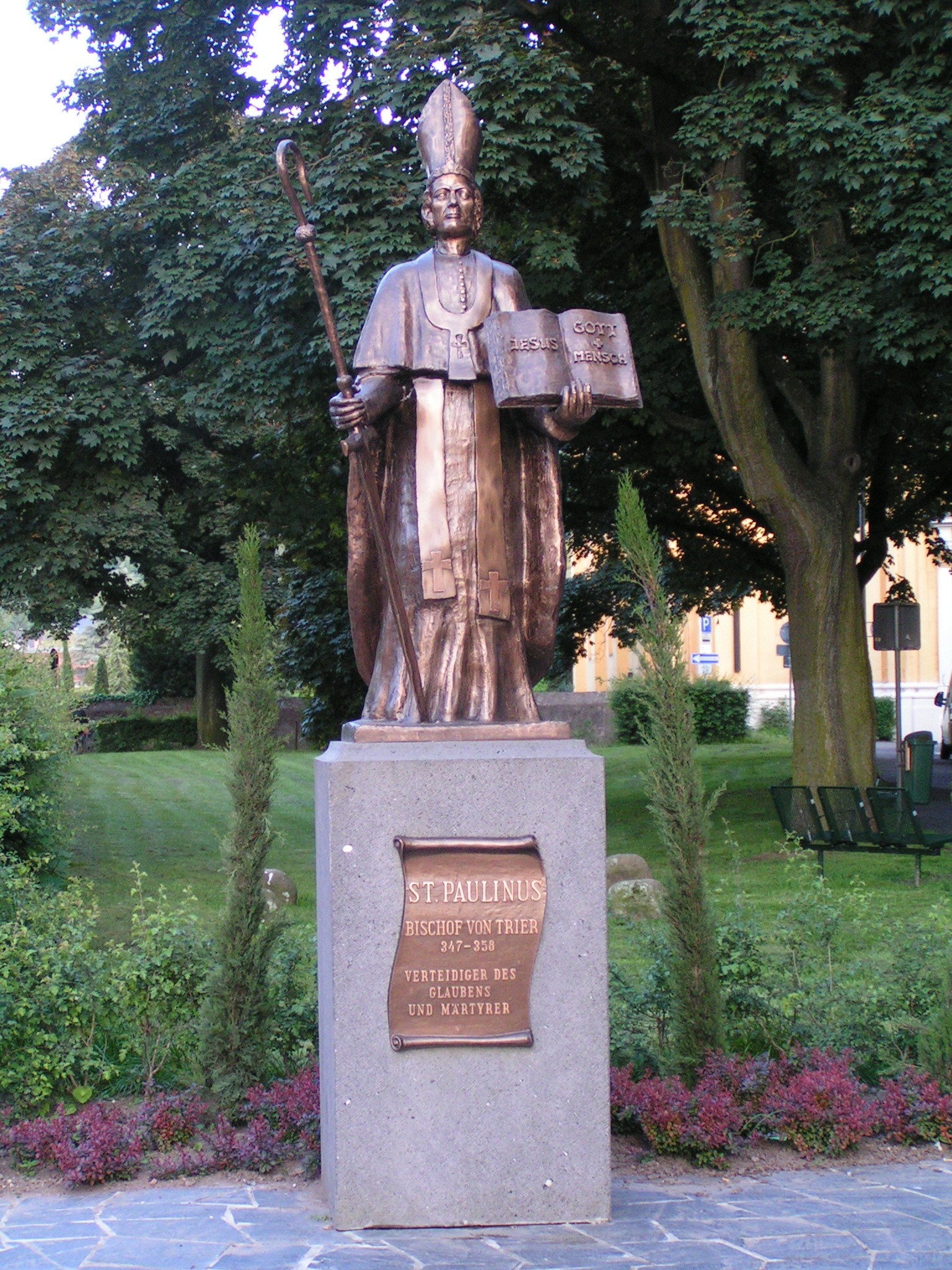
Denkmal für Paulinus von Trier nahe der Kirche St. Paulin in Trier (Foto: 2004)

Paulinus (um 300 in Aquitanien; † um 358 in Phrygien) war seit etwa 347 Bischof von Trier, der aufgrund theologischer Streitigkeiten verbannt wurde und in der katholischen Kirche als Heiliger und Märtyrer verehrt wird.

## Leben
Paulinus stammte aus einer vornehmen aquitanischen Familie. Er wurde von Maximin zum Priester geweiht und ging mit ihm als Missionar nach Trier. Um 347 wurde er als Nachfolger Maximins der 6. Bischof von Trier. Im Streit zwischen vermeintlichen oder tatsächlichen Anhängern des ‚Arianismus‘ bzw. vielmehr Athanasius-Gegnern, zu welchen wohl auch Kaiser Constantius II. gezählt werden kann, und Athanasius um die Dreifaltigkeitslehre stellte sich Paulinus auf die Seite des Athanasius, der beim Vorgänger des Paulinus in Trier Asyl gefunden hatte. 353 berief Constantius II. das Konzil von Arles ein, eine Provinzialsynode. In Arles wurde den versammelten Bischöfen ein Entwurf des Kaisers präsentiert, der eine Verurteilung des Athanasius enthielt. Gleichzeitig erließ der Kaiser ein Edikt, das jeden Bischof, der nicht für das Urteil gegen Athanasius stimmte, mit Verbannung bedrohte. Sämtliche anwesenden Bischöfe unterschrieben, die allerdings mehrheitlich Athanasius-Gegner waren, mit Ausnahme von Paulinus, der nach Phrygien (in der heutigen Türkei) verbannt wurde. Ermutigt durch sein Vorgehen verweigerten mehrere weitere Bischöfe auf dem folgenden Konzil von Mailand 355, das ebenfalls von Constantius II. einberufen wurde, um die Lehre des Athanasius zu verurteilen, die Unterschrift. Paulinus starb in Phrygien 358.
Bischof Felix von Trier soll Paulinus’ Gebeine schon gegen Ende des 4. Jahrhunderts nach Trier überführt und am 31. August (dem späteren Gedenktag) beigesetzt haben. 1072 wurden sie in einen Holzsarg gebettet. Sie liegen heute in der Kirche St. Paulin in Trier. Einige Reliquien werden in der Kirche St. Paulinus in Lauterbach (Saar) aufbewahrt.
Paulinus ist der Namensgeber der Wochenzeitung des Bistums Trier. Ihr Vorläufer war das Paulinusblatt, das 1875 von Georg Friedrich Dasbach erstmals herausgegeben wurde.

## Namensbedeutung
„Paulinus“ ist lateinisch und heißt „der kleine Paul“.

## Darstellung
Im Bischofsgewand mit Mitra und Stab, gelegentlich zusätzlich mit Taube oder heiliger Schrift.

## Kunst
In der Kirche St. Paulin in Trier zeigen die Deckenfresken das Leben des heiligen Paulinus.